# Tangara à tête noire
Pseudopingus verticalis
Espèce
Répartition géographique
Statut de conservation UICN

 LC  : Préoccupation mineure
Le Tangara à tête noire (Pseudospingus verticalis) est une espèce de passereaux d'Amérique du Sud appartenant à la famille des Thraupidae.

## Répartition
Il se répand à travers les Andes de Colombie et d'Équateur.

## Habitat
Il vit dans les forêts humides subtropicales ou tropicales d'altitude.